# 1408
- Wikisource

| Calendário gregoriano                                                        | 1408 MCDVIII                                         |
| Ab urbe condita                                                              | 2161                                                 |
| Calendário arménio                                                           | 857 – 858                                            |
| Calendário bahá'í                                                            | -436 – -435                                          |
| Calendário budista                                                           | 1952                                                 |
| Calendário chinês                                                            | 4104 – 4105 Início a 28 de janeiro (aproximadamente) |
| Calendário copta                                                             | 1124 – 1125                                          |
| Calendário etíope                                                            | 1400 – 1401                                          |
| Calendários hindus - Vikram Samvat - Calendário nacional indiano - Cáli Iuga | 1463 – 1464 1329 – 1330 4508 – 4509                  |
| Calendário Holoceno                                                          | 11408                                                |
| Calendário islâmico                                                          | 811 – 812                                            |
| Calendário judaico                                                           | 5168 – 5169                                          |
| Calendário persa                                                             | 786 – 787                                            |
| Calendário rúnico                                                            | 1658                                                 |
| Calendário solar tailandês                                                   | 1951                                                 |

1408 (MCDVIII, na numeração romana) foi um ano bissexto do século XV do Calendário Juliano, da Era de Cristo, e as suas letras dominicais foram  A e G (52 semanas), teve início a um domingo e terminou a uma segunda-feira.
No reino de Portugal estava ainda em vigor a Era de César que já contava 1446 anos.
| Ano completo                       |
| ---------------------------------- |
| Ano bissexto com início ao domingo |

## Eventos
- 13 de maio — Iúçufe III torna-se o 13.º sultão do Reino Nacérida de Granada. Reinará até à sua morte  em 1417.

## Nascimentos
- János Vitéz, bispo e polímata croata-húngaro  (m. 1472).

## Mortes
- 13 de maio — Maomé VII, 12.º sultão do Reino Nacérida de Granada desde 1392  (n. 1370).
- 27 de setembro — Giovanni da Ravenna, foi humanista, médico, e jurista italiano  (n. 1343).
- Outubro — John Gower, poeta inglês  (n. c. 1330).
- João VII Paleólogo, imperador bizantino (n. 1370).